# In Sachen Kaminski
In Sachen Kaminski ist ein deutscher Fernsehfilm aus dem Jahr 2005, der den Entzug des Sorgerechts bei Eltern mit einer Lernbehinderung thematisiert. Die Handlung folgt einem authentischen Fall, der 2002 vor dem Europäischen Gerichtshof für Menschenrechte letztinstanzlich verhandelt wurde.

## Handlung
Die fünfjährige Lona wächst bei ihren Eltern in einem Einfamilienhaus auf. Der Vater, Martin Kaminski, arbeitet auf einem Schrottplatz, die Mutter, Petra Kaminski, arbeitet als Hausfrau. Ihren wissbegierigen Fragen begegnen die Eltern, wenn ihnen selbst die Antworten fehlen, mit Phantasie und Liebe. Ihr Hausarzt, Dr. Wente, stellt fest, dass Lona im Vergleich zu anderen gleichaltrigen Kindern Defizite bezüglich ihrer Lernkenntnisse hat. Auf seine Empfehlung hin stellen die Eltern einen Antrag auf Frühförderung, dem stattgegeben wird.
In den folgenden Wochen bekommen sie regelmäßigen Besuch einer Familienhelferin des Jugendamtes, Gabriele Lohse. Ihr anfänglicher Wunsch, die Eltern in die Förderung Lonas einzubeziehen, zeigt nach und nach bevormundende Tendenzen: Sie konfrontiert die Tochter mit den intellektuellen Schwierigkeiten der Eltern, führt diese beim Memory-Spielen oder beim Lesen einer Speisekarte vor. Immer wieder stellt sie auch deren Erziehungskompetenzen in Frage und macht ihnen deutlich, dass sie ihrer Tochter keine angemessene Erziehung geben könnten. Letztendlich initiiert die Familienhelferin einen Beschluss des Amtsgerichtes auf Entzug des Sorgerechts.
Lona wird in einen Betreuungsverein gebracht, der sie an die Pflegeeltern Julia und Kai Gerber weitervermittelt. Den Eltern wird jeglicher Kontakt zu ihrem Kind untersagt; Ortstermine finden nur im Beisein von Jugendamt und Gutachtern statt, die darauf achten, dass die Eltern keinen emotionalen Kontakt zur Tochter aufnehmen können.
Gegen diese behördlichen Maßnahmen regt sich Widerstand bei den Eltern. Sie nehmen Kontakt zu einer Rechtsanwältin, Annett Fink, auf und versuchen, Besuchs- und Sorgerecht für ihre Tochter Lona einzuklagen. Dieses wird in zwei Instanzen abschlägig entschieden. Daraufhin rät die engagierte Anwältin zum Gang an das Bundesverfassungsgericht. Doch auch diesen Prozess verlieren die Eltern, und sie versuchen sich damit abzufinden, ihre Tochter endgültig verloren zu haben.
Diese baut indes eine – auf Gegenseitigkeit beruhende – emotionale Beziehung zu ihren Pflegeeltern auf und scheint sie als 'neue Eltern' zu akzeptieren. Die Gerbers bemühen sich aber nicht nur um das Wohl ihrer Pflegetochter. Sie sind auch um einen gütlichen Umgang mit den Kaminskis bemüht und laden sie zu Lonas Geburtstag ein.
Die letzte Hoffnung nutzend, ziehen die leiblichen Eltern vor den Europäischen Gerichtshof für Menschenrechte nach Straßburg – und gewinnen dort gegen die Bundesrepublik als Beklagte und bekommen ihre Tochter zurück.

## Hintergründe
Der Film basiert auf einer wahren Begebenheit. 1993 beantragte eine Familie auf Anraten ihres Hausarztes eine Unterstützung für ihre ein- und dreijährigen Töchter. Die Frühförderung stellte liebevolle Familienbeziehungen fest und involvierte zugleich das Jugendamt; dieses empfahl ebenso wie der vom Jugendamt hinzugezogene Verein für familienorientierte Sozialpädagogik eine Trennung der Eltern von den Kindern. Das Vormundschaftsgericht beschloss im Wege der einstweiligen Anordnung, den Beschwerdeführern das Aufenthaltsbestimmungsrecht und das Recht zur Bestimmung über ärztliche Maßnahmen zu entziehen: Die Eltern seien, so das Amtsgericht, „intellektuell nicht in der Lage […], ihre Kinder ordnungsgemäß zu erziehen“. Die Kinder wurden im Februar 1997 im Verein für familienorientierte Sozialpädagogik abgegeben.
Die Eltern berichteten später gegenüber Medien, sie hätten ihren Kindern zu diesem Zeitpunkt gesagt, dass es ein Urlaub sei, und die Kinder hätten sich gefreut. Mit Beschluss des Vormundschaftsgerichts vom 27. Mai 1997 entzog das Vormundschaftsgericht den Eltern das Sorgerecht für ihre beiden Kinder, basierend vor allem auf einem Gutachten, das befand, die Eltern seien unverschuldet, jedoch mangels intellektueller Fähigkeiten erziehungsunfähig. Die Eltern sahen ihre Kinder erst nach zehn Monaten wieder, und in den folgenden sechs Jahren monatlich eine Stunde. Die Mädchen wurden nach einem halben Jahr in getrennte Pflegefamilien gegeben.
Trotz Gegengutachten von Ärzten und Professoren, die vom Verein „Aktion Rechte für Kinder“ in Auftrag gegeben wurden, blieben Vormundschafts- und Amtsgericht bei der Fremdunterbringung. Letztendlich kehrten die Mädchen Ende 2003 infolge des EGMR-Urteils vom 26. Februar 2002, das eine Verletzung von Artikel 8 der Europäischen Menschenrechtskonvention feststellte, nach fast sieben Jahren von den Pflegefamilien zu ihren Eltern zurück. Sie besuchten später ein Internat und lebten teils bei den Eltern, teils bei den ehemaligen Pflegefamilien.

## Kritiken
- Barbara Sichtermann schreibt im Tagesspiegel: „Es spricht nicht gegen diesen gradlinig erzählten, sensibel inszenierten Film, […] dass man seine fiktive Handlung für wahre Münze nimmt und an den „echten“ Fall denkt, der ihm zugrunde liegt. […] Die schauspielerischen Leistungen von Matthias Brandt als Vater und Juliane Köhler als Mutter Kaminski sind außerordentlich. Weit entfernt davon, die schlichten Gemüter, die sie darzustellen haben, an die Karikatur zu verraten, verleihen beide ihren von Demütigungen gezeichneten Figuren tragische Dimension. Anneke Kim Sarnau hält die tapfere Anwältin frei von plakativem Heldentum; auch sie schüttelt immer wieder den Kopf über die Umtriebe der Sozialbürokratie.“[4]

- Für Ottmar Miles-Paul von kobinet-nachrichten.org ist der Film ein „ausgezeichnetes Dokument dafür, wie schwer es behinderte Eltern hierzulande häufig noch haben und wie schmal der Grat zwischen Unterstützung und Bevormundung […] oftmals ist“.[5]

## Auszeichnungen
- Bayerischer Fernsehpreis 2006: Blauer Panther (Bester Darsteller) für Matthias Brandt im Bereich Fernsehspiel
- VFF TV-Movie Award 2005 auf dem Filmfest München als beste deutsche Fernseh-Produktion
- Nominierung Adolf-Grimme-Preis 2006 in der Kategorie Fiktion & Unterhaltung
- Bobby 2006 der Bundesvereinigung Lebenshilfe
- ver.di-Fernsehpreis 2006 für Holger Karsten Schmidt (Drehbuch)